# Esercito di Liberazione della Palestina
L'Esercito di Liberazione della Palestina (ELP, ma spesso citato come ALP nella letteratura italiana, sigla del nome in lingua francese Armée de libération de la Palestine) - in arabo جيش التحرير الفلسطيني‎?, Jaysh al-tahrīr al-filasṭīnī - ha costituito l'ala militare ufficiale dell'Organizzazione per la Liberazione della Palestina (OLP) voluta da Gamal Abdel Nasser nel 1964, con la missione di combattere Israele. Essa non fu mai però sotto l'effettivo controllo dell'OLP, quanto piuttosto della Siria, sul cui territorio esso era normalmente acquartierato.

## Storia e struttura
Immediatamente dopo la sua creazione, l'OLP (guidato allora da Ahmad Shukayri) era effettivamente sotto il controllo degli Stati arabi, specialmente del presidente Egitto Gamal Abdel Nasser. I palestinesi presero il controllo dell'organismo solo quando il Fath di Yasser Arafat assunse la guida dell'OLP nel 1968-69, allorché gli Stati arabi erano ampiamente discreditati per la loro disastrosa sconfitta nel corso della guerra dei sei giorni, e le organizzazioni di resistenza armata palestinesi rapidamente riuscirono ad affermarsi come credibile avversario d'Israele.
L'ELP fu originariamente composto da tre Brigate:
- ʿAyn Jālūt.[1] Basata a Gaza, allora sotto controllo militare egiziano.
- Qādisiyya.[2] Originariamente stanziata in Iraq, ma trasferita in Giordania nel 1967.
- Hattīn.[3] Basata in Siria.

Tali Brigate erano affidate a ufficiali e militari palestinesi che effettuavano così il loro periodo di chiamata alle armi, evitando di assolvere all'obbligo della leva negli eserciti dei Paesi arabi che avevano concesso loro asilo politico. Formalmente l'ELP era sotto il comando del Dipartimento Militare dell'OLP, ma in pratica il controllo delle Brigate era affidato ai governi dei Paesi ospitanti e alle loro strutture militari regolari.
Alla sua acme, l'ELP contò su 8 Brigate, per un totale di 12.000 soldati, con divise e armamento uniforme. Le armi di cui era dotato erano mortai, armamento missilistico brandeggiabile, veicoli blindati per trasporto truppe e antiquati carri armati sovietici del tipo T-34. L'ELP non fu peraltro mai dispiegato in battaglia sotto forma di unità combattente dell'OLP, ma fu invece impiegato come forza ausiliaria, accanto a unità regolari dei Paesi arabi da cui di fatto dipendeva.

## FPL
Nel 1968, le Forze Popolari di Liberazione (in arabo ﻗﻮﺍﺕ ﺍﻟﺘﺤﺮﻳﺮ ﺍﻟﺸﻌﺒﻴـة‎?, Quwwāt al-tahrīr al-shaʿbiyya) furono organizzate all'interno dell'ELP per agire da commando contro le forze israeliane nella Striscia di Gaza, occupata l'anno precedente da Tsahal.

## Operatività
L'ELP fu scarsamente impiegato in operazioni belliche e ciò dipese fondamentalmente dalla sua mancanza di autonomia. Agì nel 1970, quando la Siria ne permise l'ingresso in Giordania per contrastare quello che fu poi chiamato "Settembre Nero", in cui l'esercito giordano represse duramente le forze palestinesi presenti sul suo territorio. 
A seguito di pressioni internazionali e di minaccia d'intervento da parte israeliana e statunitense, esse furono obbligate a tornare nelle loro basi di partenza, creando un imbarazzo in Siria che aiutò non poco il generale Hafiz al-Asad a rovesciare il regime instaurato da Salah Jadid.
Durante la guerra civile libanese, la Siria pensò di fare ampio uso dell'ELP come forza vicino al teatro dei combattimenti, anche contro l'OLP (ma l'ELP si rivelò del tutto inaffidabile quando gli fu ordinato di operare contro i loro connazionali, tanto da causare diserzioni massicce fra le sue file). L'ELP fu ampiamente disgregata come forza combattente durante l'invasione del Sud-Libano da parte d'Israele, prodromo della successiva Guerra in Libano del 1982).
I combattenti abbandonarono anch'essi il Libano per Tunisi quando l'OLP evacuò Beirut quell'anno, dopo un cessate-il-fuoco imposto dagli Stati Uniti. La parte egiziana dell'ELP fu dispiegata in Libano nel 1976, dopo che il leader palestinese Yassir Arafat s'era riavvicinato al Presidente egiziano Anwar al-Sadat, al fine di migliorare le mutue relazioni dopo l'apertura del raʾīs a Israele, ma ancora una volta il dispiegamento era una manovra di pura apparenza.

## L'ELP oggi
I militari dell'ELP sono diventati il cuore della Guardia nazionale dell'Autorità Nazionale Palestinese (ANP), dopo la firma degli accordi di Oslo del 1993, quando fu loro consentito di entrare nei territori Palestinesi affidati all'ANP.
L'ELP sotto controllo siriano rimane operativo, strettamente coordinato con l'organizzazione palestinese filo-siriana chiamata al-Sa'iqa, ma la loro importanza è decisamente trascurabile. L'ELP è stato ricostituito e i rifugiati palestinesi in Siria sono ancora chiamati a prestare il loro servizio militare nei ranghi dell'ELP che, pur costituito interamente da palestinesi, non è controllato dall'OLP ed è integrato nelle forze armate siriane.